# Komitat Békés (historisch)
Das Komitat Békés (deutsch selten Komitat Bekesch; ungarisch Békés vármegye, lateinisch comitatus Bekesiensis) war eine Verwaltungseinheit im Zentrum des Königreichs Ungarn. Verwaltungssitz war Gyula.
Das Gebiet liegt im heutigen südöstlichen Ungarn, das heute existierende Komitat Békés umfasst aber weniger Fläche und Gebiete.

## Lage

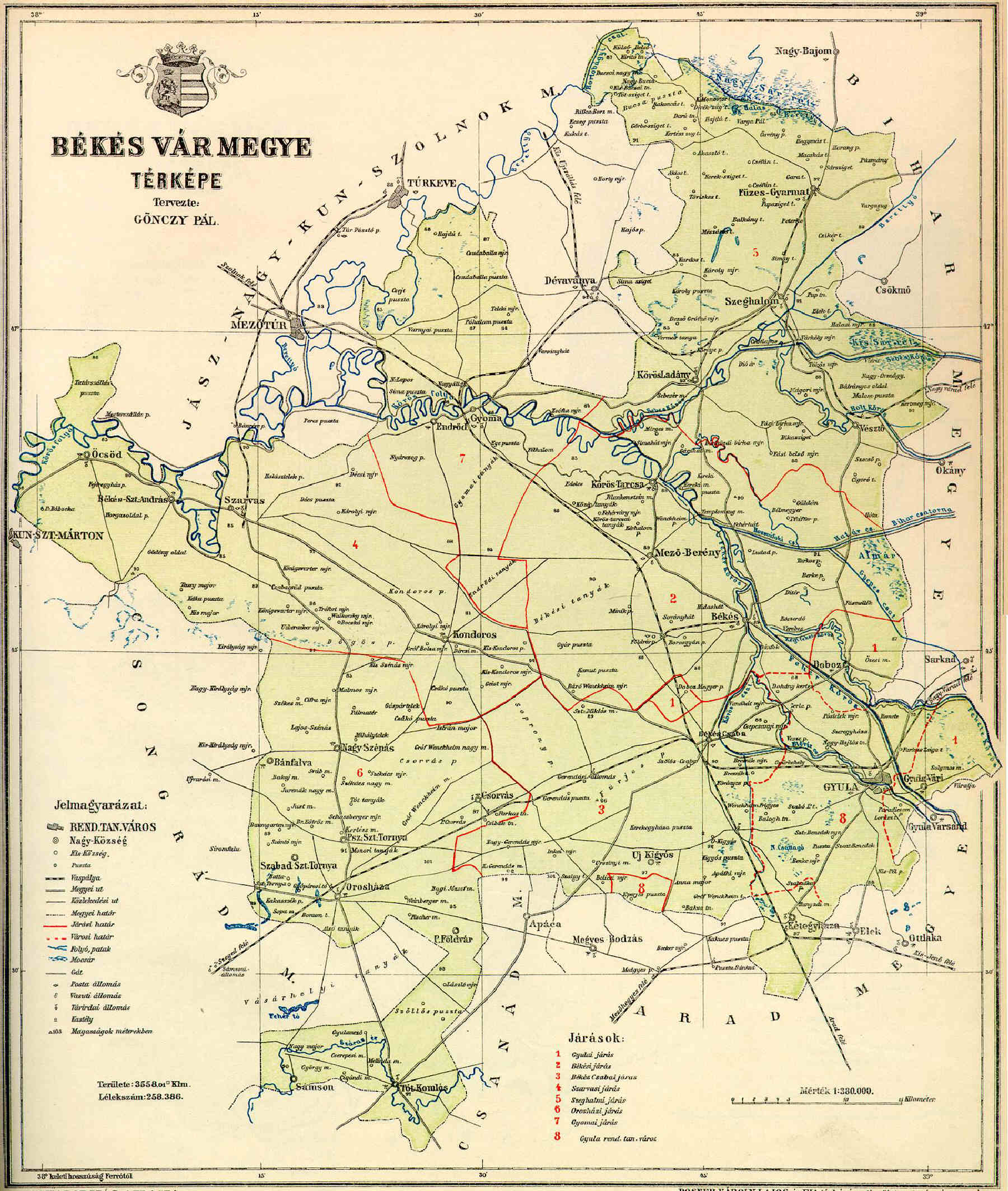
Karte des Komitats Békés um 1890

An das Komitat grenzten die Komitate Csongrád, Jász-Nagykun-Szolnok, Hajdú, Bihar, Arad und Csanád. Durch das Komitat floss der Fluss Körös.

## Geschichte
Das Komitat entstand im 11. Jahrhundert. 1950 wurde im Zuge der Komitatsreform das Komitat folgendermaßen erweitert:
- der nordöstliche Teil des Komitats Csanád-Arad-Torontál (entstand nach 1918)
- ein Teil des ehemaligen Komitats Bihar (Gebiet um die Orte Sarkad und Okány)
- ein Teil des Komitats Jász-Nagykun-Szolnok (Gebiet um den Ort Dévaványa)

Siehe weiter dazu unter Komitat Békés.

## Bezirksunterteilung

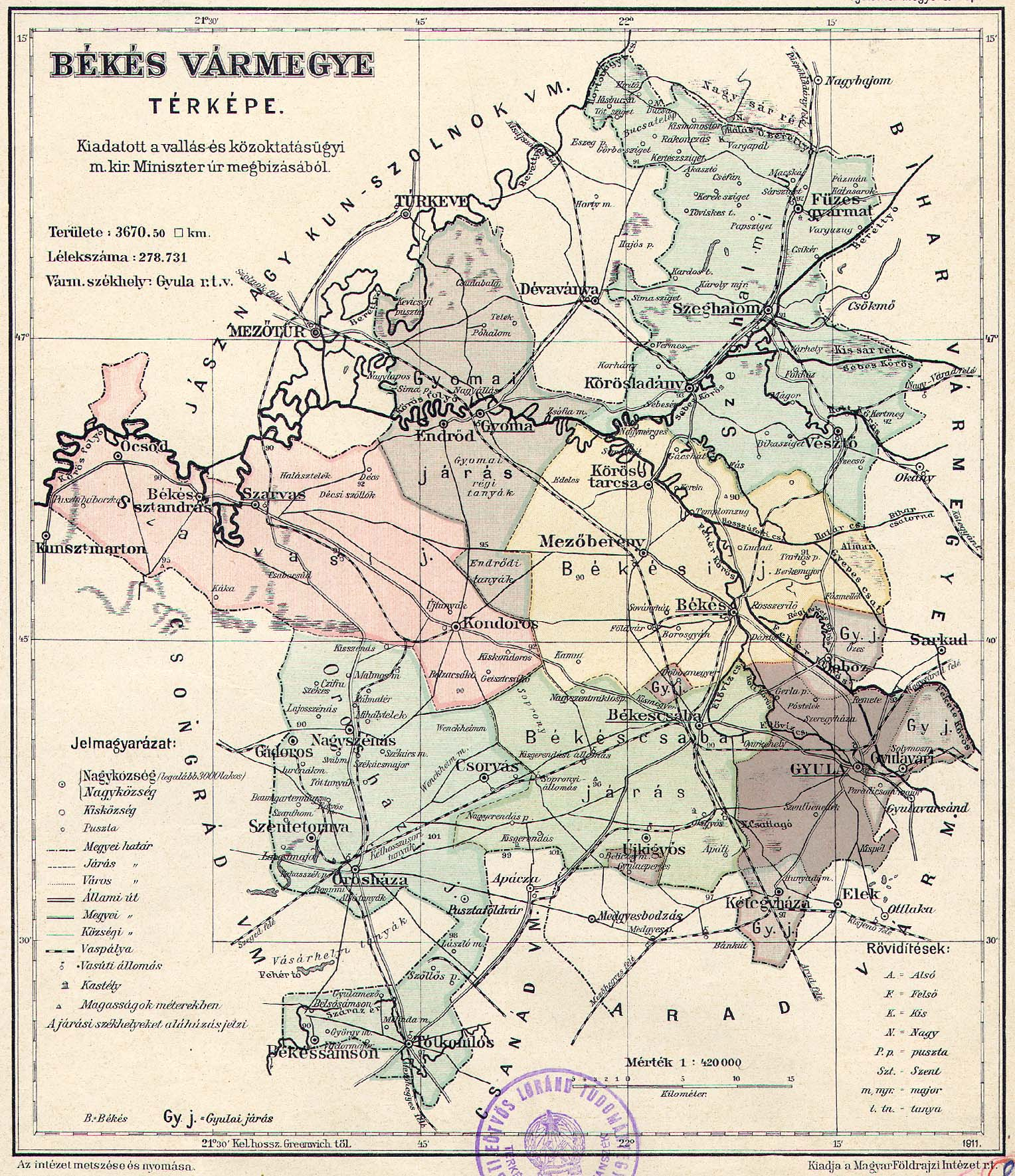
Administrative Karte

Im frühen 20. Jahrhundert bestanden folgende Stuhlbezirke (meist nach dem Namen des Verwaltungssitzes benannt):
| Stuhlbezirke (járások)                | Stuhlbezirke (járások) |
| Stuhlbezirk                           | Verwaltungssitz        |
| ------------------------------------- | ---------------------- |
| Bezirk Békés                          | Békés                  |
| Bezirk Békéscsaba                     | Békéscsaba             |
| Bezirk Gyoma                          | Gyoma                  |
| Bezirk Gyula                          | Gyula                  |
| Bezirk Orosháza                       | Orosháza               |
| Bezirk Szarvas                        | Szarvas                |
| Bezirk Szeghalom                      | Szeghalom              |
| Stadtbezirk (rendezett tanácsú város) |                        |
| Gyula                                 |                        |

Alle Orte liegen im heutigen Ungarn.